# Debout Congolais
Debout Congolais (tiếng Kongo: Telama besi Kongo; tiếng Việt: Vùng lên, người Congo) là quốc ca của Cộng hòa Dân chủ Congo. Ban đầu nó được thông qua vào năm 1960 khi độc lập khỏi Bỉ, nhưng được thay thế bằng "La Zaïroise" khi Congo đổi tên thành Zaire vào năm 1971. Cuối cùng nó được phục hồi khi CHDC Congo được hồi phục lại vào năm 1997. Joseph Lutumba và âm nhạc được sáng tác bởi Simon-Pierre Boka di Mpasi Londi.

## Lời
| Lời tiếng Pháp | Lời tiếng Kongo | Lời tiếng Việt |
| --- | --- | --- |
| Debout Congolais, Unis par le sort, Unis dans l'effort pour l'indépendance. Dressons nos fronts, longtemps courbés Et pour de bon prenons le plus bel élan, Dans la paix. Ô peuple ardent, par le labeur Nous bâtirons un pays plus beau qu'avant Dans la paix. Citoyens, entonnez l'hymne sacré de votre solidarité Fièrement, saluez l'emblème d'or de votre souveraineté Congo. Don béni, Congo ! Des aïeux, Congo ! Ô pays, Congo ! Bien-aimé, Congo ! Nous peuplerons ton sol et nous assurerons ta grandeur. Trente juin, ô doux soleil Trente juin, du trente juin Jour sacré, soit le témoin, Jour sacré, de l'immortel Serment de liberté Que nous léguons À notre postérité Pour toujours | Telama besi Kongo, Mvukani, mu n'kadilu, Mvukani, mu kikesa mu diambu dia kimpwanza. Tuvumbula mbunsu, zafumbana ntama, Ye tuka buabu Tusasuka tuamanta, Mu yenge, N'kangu kikesa, muna Kisalu, Sa tutunga Nsi, ya mpuena luta ntama, Mu yenge. Besi nsi, luyimbila, Nkunga wa n'longo, Wa nsalasana eno, Ye lulendo, lukunda, Kidimbu kia wolo kia kimfumu kieno, Kongo. Kongo, N'kayilu usambuka, Kongo, Wa bakulu, Kongo, Nsi ya zolua, Kongo,Nsi ya zolua, Sa tuasema ntoto aku ye sa tuasikila m'vuma aku Nsuka (ya) yuni muini wa buita, Makumatatu ('k'matatu) ma yuni, Lumbu kia n'longo kala mbangi, Lumbu kia n'longo kia kuele mvu, Ya ndefi ya kimpwanza, Tusisila, Kua batekolo beto. Mvu ye mvu | Vùng lên, người Congo, Thống nhất bởi định mệnh, Thống nhất bởi những nỗ lực giành độc lập. Hãy ngẩng cao đầu lên, ta đã cúi quá lâu rồi Và vì sự tốt đẹp, hãy cùng mạnh dạn tiến lên, Trong hoà bình. Hỡi những con người, bằng sự cần lao, Hãy cùng kiến thiết non sông này ngày càng tươi đẹp Trong hoà bình. Hỡi nhân dân, hãy cùng hát vang Bài ca thiêng liêng của tình đoàn kết dân tộc Trong niềm tự hào, hãy cùng kính chào, Quốc huy vàng ngọc của chủ quyền đất nước Congo. Món quà phúc lành, Congo! Của tổ tiên để lại, Congo! Ôi Tổ quốc, Congo! Thân yêu sao, Congo! Ta sẽ cư ngụ trên đất Người Và cho sự vĩ đại bền vững muôn đời. 30 tháng Sáu, ánh dương hiền hoà 30 tháng Sáu, của ngày 30 tháng Sáu Ngày thiêng ấy, nhân chứng lịch sử, Ngày thiêng ấy, vĩnh cửu muôn đời Là lời thề của tự do Mà ta để lại Cho những thế hệ mai sau Sẽ còn mãi với thời gian |